# 풍기 정씨
풍기 정씨(豊基鄭氏)는 경상북도 영주시 풍기읍을 본관으로 하는 한국의 성씨이다. 시조 정기(鄭琪)는 영정 정씨의 시조인 정의(鄭誼)의 아들로, 고려에서 문하시랑을 지내며 공을 세워 삼한벽상공신(三韓壁上功臣)에 녹훈되고 풍기군(豊基君)에 봉해졌다.

## 참고 자료
- “풍기정씨(豊基鄭氏)”. 뿌리를 찾아서.[깨진 링크(과거 내용 찾기)]